# IC 3310
IC 3310 је појединачна звијезда у сазвјежђу Береникина коса која се налази на листи објеката дубоког неба у Индекс каталогу.
Деклинација објекта је + 15° 40' 49" а ректасцензија 12h 25m 55,3s.